# 哈薩克族
哈萨克族（哈薩克語： /  / ），名稱來自哈薩克汗國，居住在中亞與中國西北方的民族，建立哈萨克斯坦為民族國家，也居住在中国、蒙古国、乌兹别克斯坦、俄罗斯、伊朗等国家為少数民族，全球总人口约1,800萬。据2020年人口普查数据，中国有152万哈萨克族，主要分布于新疆维吾尔自治区伊犁哈萨克自治州、木垒哈萨克自治县、巴里坤哈萨克自治县和甘肃省阿克塞哈萨克族自治县。蒙古国有10万的哈萨克族，俄罗斯的奥伦堡与车里雅宾斯克，阿斯特拉罕也有称为小玉兹的哈萨克族人。在烏兹别克斯坦有约40万人生活在卡拉卡尔帕克斯坦自治共和国，其余接近20万人生活在塔什干州。土耳其和伊朗也有哈萨克人分布。
哈薩克族的族源主要由古突厥民族如阿兒渾、葛邏祿、欽察和在中世紀被突厥化的蒙古民族如杜格拉特、乃蠻、札剌亦兒、克烈所組成。
传统语言是哈萨克语，属突厥语系，在哈萨克斯坦，除其本族語言外，也通行俄语，在中国、蒙古国、乌兹别克斯坦等国则多有兼通当地语言者。传统的哈萨克语以阿拉伯字母书写，主要在中国哈萨克族中使用，哈萨克斯坦、蒙古等国哈萨克族多使用西里尔字母书写的哈萨克文。

## 詞源
現存的史料顯示，哈薩克族似乎在西元15世紀才開始自稱哈薩克。關於哈薩克的意思的論述相當多，有些猜測源自土耳其語動詞 （同時有「流浪者」、「戰士」、「自由」、無家可歸”、流亡者、「獨立」的意思）或派生自古突厥語（一種用來運載帳篷的車子）。
另外又有一個理論是源自古突厥語，最早在西元8世紀在Uyuk-Turan的紀念碑中被提及到。但根據突厥語語言學家瓦西里·拉德洛夫及東方學家Veniamin Yudin的分析，這個名詞與動詞的字根相同（「獲得」、「增益」的意思）。因此是指一些尋求利益的人的意思。
俄羅斯在18-20世紀稱哈薩克為吉爾吉斯-哈薩克（因避免與哥薩克混淆）。

## 历史
哈萨克汗国成立后，周边很多游牧民族部落加入，经过几十年的分化和融合逐步形成了哈萨克族。因此，哈萨克人的族源比较复杂，包括了古代不同时期进入这个地区的印歐民族（斯基泰人，乌孙、康居、奄蔡、大月氏）、突厥民族（铁勒、可薩人、基馬克、欽察、康里、阿兒渾、突騎施、葛邏祿、蔑儿乞、札剌亦兒、汪古、克烈、乃蠻、诺盖人）及契丹、蒙古族等民族。他们分布于阿尔泰山、哈萨克丘陵至烏拉爾山脈。
13世纪初，成吉思汗将也儿的石河以西广袤的钦察草原分封给了自己的长子术赤，是为“术赤兀鲁思”，既术赤汗国。后术赤先于成吉思汗去世，术赤次子拔都继位，并于1242年长子西征胜利后在伏尔加河下游里海北岸建都萨莱，正式立国，被称为钦察汗国或金帐汗国。拔都将大致与哈萨克斯坦位置相当的区域封给了哥哥斡儿答，是为白帐汗国；将白帐汗国以北的一片区域封给了弟弟昔班，是为蓝帐汗国。:187-191
金帐汗国以东的天山两侧及以南的河中地区等均是察合台汗国的属地，由成吉思汗次子察合台及其后人统治。14世纪中叶，察合台汗国分裂，其后帖木儿帝国崛起，一度称霸中亚。15世纪上半叶，帖木儿帝国趋于衰落，来自北方钦察草原上的被称为乌兹别克人的各游牧部族趁机南下占据了河中的绿洲地带。15世纪中叶，昔班的后人阿布海儿成为乌兹别克首领，他祖父是蓝帐汗易卜拉欣；术赤十三子秃花帖木儿后人白帐汗兀鲁斯的两个孙子克列与贾尼别克，因为与阿布海儿不和，率部自立，占据了锡尔河以北的草原地带，于1465年8月建立哈萨克汗国。
1456年，克列与贾尼别克投奔当时统治西域的东察合台汗国，也先不花可汗将其西境七河流域的西部划给两位哈萨克汗王，这一领地的确立为哈萨克汗国的建立奠定了最初的基础。此后直到16世纪，两国曾联手对敌，互相联姻，但也曾兵戈相向。16世纪末，一支卫拉特人从蒙古西部草原越过阿尔泰山迁入西域，随后进入哈萨克草原。1640年，准噶尔部统一了卫拉特蒙古各部，建立准噶尔汗国；1680年准噶尔击败南疆的叶尔羌汗国，统一天山南北。早期摩擦中，哈萨克人在头克汗的带领下曾取得过一些胜利，但总体上处于劣势。头克汗去世后，哈萨克汗国分立为大、中、小三个“玉兹”。1723年至1728年，准噶尔军队深入哈萨克草原腹地，最终控制了大玉兹。同时，沙皇俄国也从西、北两个方向对哈萨克汗国入侵。後清朝滅准噶尔，大玉兹臣属清朝，小玉兹則被沙皇俄国兼并，中玉兹则受到了两国的双重控制。

## 部落
哈萨克族极其看重部落关系，各氏族、各部落都有各自的系谱、印记（塔木加）和戰鬥口号。哈萨克族曾长期处于黄金家族的统治之下，氏族部落集团的上层“汗”、“苏丹”都由蒙古贵族后裔充任（宗教人士稱和卓），称为“托熱”（白骨头）；普通牧民被称为“哈拉”（黑骨头）；社会地位最低的是被称为“苦尔”和“昆”的男女奴隶。
大玉兹的部落主要有乌孙、杜拉特（咄陸）、阿勒班（悅般）、素宛、康里、札剌亦兒等。中玉兹的部落主要有奇卜察克（钦察）、奈曼（乃蛮）、克烈、阿尔根、弘吉剌、瓦克（汪古）等。每个部落包括若干个氏族，氏族内的牧民又以较亲近的血缘关系为基础，组成一个个“叶利”（部落），以及更小的“阿吾勒”（牧村）。阿吾勒的大小不等，有的只有三五家，也有的十几家或更多一些的，通常是由较亲近的血缘关系的组成，一般以一家牧主或富裕牧民为中心。

## 语言
哈萨克语属突厥语系钦察语族，其形态结构为黏着语类型。
哈萨克族的先人在公元6至8世纪使用过突厥文，8世纪以后使用过回鹘文。10世纪后，随着伊斯兰教在中亚的广泛传播，哈萨克族的先人逐渐采用阿拉伯字母拼写自己的语言，形成了以阿拉伯字母为基础的察合台文。20世纪初哈萨克族将察合台文进行了改革，形成了传统的哈萨克文。
由于阿拉伯字母并不能充分的表达出哈萨克语的语音系统，苏联曾于1917年和1924年前后两次对哈萨克文进行改革，換用西里爾字母進行拼寫。1959年，中国设计了以拉丁字母为基础的新文字方案，并于1965年开始推行，称“哈萨克新文字”，由于推行效果不佳，1982年9月13日，新疆政府决定全面恢复使用老文字，新文字仅作为拼音符号加以保留。

## 文化
哈萨克的文化属于突厥文化与伊斯兰文化和斯拉夫文化混合体。哈萨克人之前曾信仰薩滿教、祆教、佛教和景教，萨曼王朝向塔拉斯进攻把伊斯蘭教引入草原地區然後逐漸向北擴散。在14世紀後期，金帳汗國在哈薩克人和其他部落之間傳播了伊斯蘭教。而在靠近俄羅斯的小玉茲則有小部分人信仰東正教。哈薩克族仍保留一些前伊斯蘭信仰如薩滿教的儀式和觀念，如用火辟邪和認為世界有善和邪的精靈。哈薩克人也崇拜狼，認為狼是騰格里的寵物與使者。他们是外婚制，有规定同一部落七代之内不可结婚。由於其游牧的生活方式，哈薩克族保持口述歷史的史詩傳統 。合併各種哈薩克起源的游牧部落，保留氏族遙遠的記憶。重要的是為哈萨克族保留不低於七代的祖先（被稱為知道他或她的家族樹）。
大多數哈薩克人認為自己是穆斯林，並至少在某種程度上遵守部分儀式，儘管只有少數人定期進行禮拜並遵守其他宗教要求。這是因為遊牧生活和在蘇聯時期，宗教活動受到迫害，許多哈薩克人無法完全遵守伊斯蘭規範。與伊斯蘭教一起，前伊斯蘭時期的一些習俗在哈薩克信徒中得以保留。通常可以聽到哈薩克人如何使用文學和歷史詞"騰格里"，"kunda"作為"安拉"這個詞的同義詞。此外，許多傳統的哈薩克習俗被認為與伊斯蘭教有關。其原因是它們的起源，其歷史可以追溯到薩滿教和對"騰格里"的信仰在某些部落的哈薩克人祖先中普遍存在的時代。例如，哈薩克人生活中最重要的事件是諾魯茲節，它具有中亞前伊斯蘭歷史文化的痕跡。薩滿教信仰在哈薩克人中仍然廣泛保存，以及對這種崇拜的持有者薩滿的力量的信仰，哈薩克人稱之為巴赫西。與在儀式中使用鼓的西伯利亞薩滿不同，哈薩克薩滿巫師也可以是男性或女性，在類似於大小提琴的弦樂器上演奏。

### 文学艺术

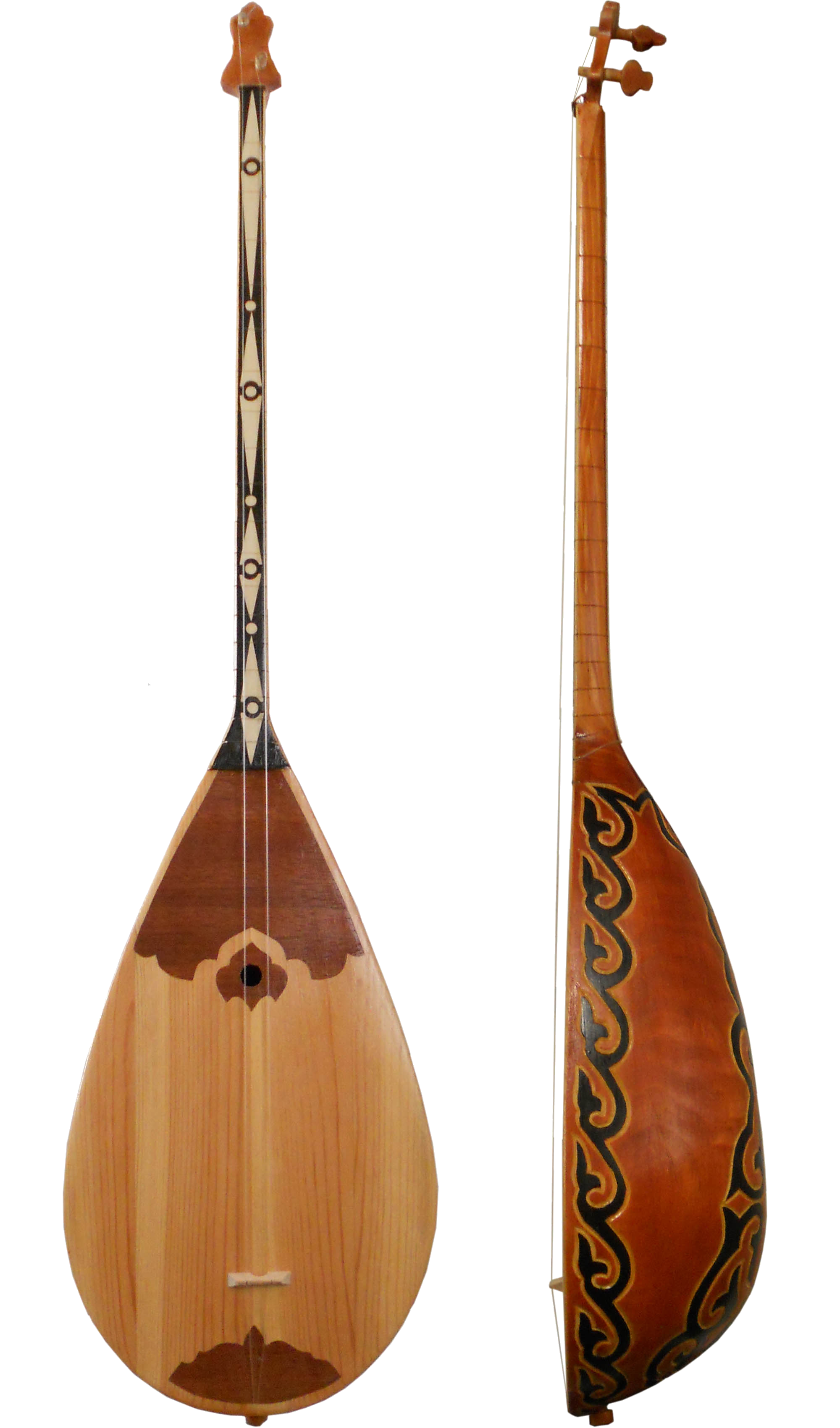
冬不拉

哈萨克文学包括书面文学和口头文学，口头文学的地位十分重要。神话、传说、民间故事、叙事长诗、爱情长诗、民歌、谚语等在哈萨克口头文学中占有重要地位，其中尤以长诗所占地位突出。据统计，哈萨克族约有200多部长诗，代表作如《英雄塔尔根》《阿勒帕米斯》等，史诗有《萨里海与萨曼》、《阿尔卡勒克英雄》等。哈萨克族工艺美术丰富多采，妇女会制作毡房、各种毡制品、毛制品和服饰。不少男子会制作木器、铁器和骨器。用金银、玉石制作的各种装饰品造型艺术水平较高。哈萨克族爱好音乐，能歌善舞，民间乐器有冬不拉等。

### 民居

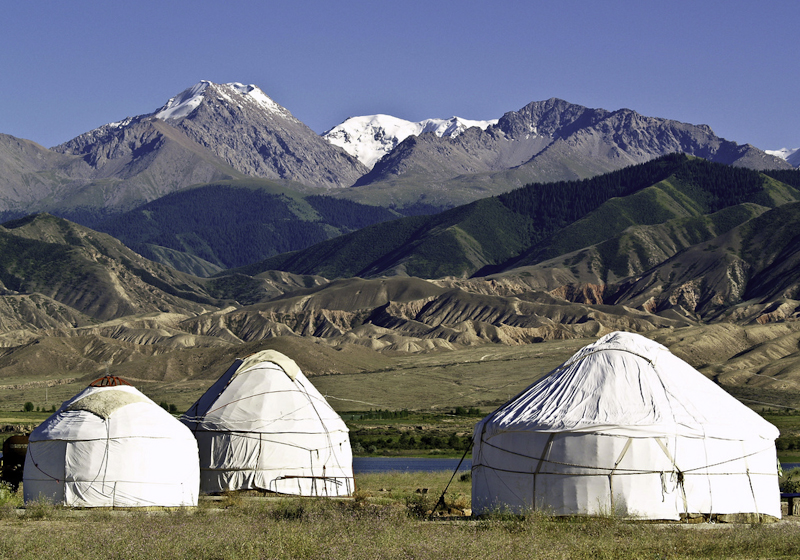
毡房

哈萨克族传统上，绝大多数牧民都是按季节转场放牧，过着逐水草而居的游牧生活。其中，在春、夏、秋三季，牧民住的是可以拆卸和携带的圆形毡房。哈萨克毡房是游牧转场时适合搬迁的一种简易住房，特点是携带方便，易于搭卸，是中国哈萨克族的传统民居。冬季，牧民则迁往俗称“冬窝子”的冬季河谷牧场，住在土打墙住房或木房中。少數以農耕為生的哈薩克族則居住在農村磚屋中
哈萨克毡房由围墙、房杆、顶圈、房毡和门等部分组成，分上、下两部分。下部为圆柱形，上部为穹形。毡房骨架一般就地取材，下部用红柳枝杆和芨芨草做成圆栅，上部用笔直的木杆搭成圆锥性骨架，然后上下两部分结合就搭成了毡房的框架。毡房的顶圈一般也使用红柳木制成。骨架外面铺盖有毛毡。天窗在穹庐顶的中央，上有活动的毡盖，毡盖平时打开通风透光，风雪时盖上多避风寒。毡房的大小是根据房墙的多少来定的，一般毡房用六块毡墙，每块毡墙宽约2-3米，高1.7-2米。毡房门多东向而开，高1.5米左右，装有雕花双扇木板门。毡房中间是火塘，前半部分放物品用具，后半部分住人待客，右后方存放食物、炊具。受伊斯兰教影响，毡房的西墙不挂人像，睡觉时不能头东脚西。除了食宿之外，还会在毡房里举行赛歌会、阿肯弹唱或舞会等活动。冬季的房屋多用木头、土坯和石块构建而成，外形为四方平顶，也房顶呈穹庐形的圆顶房。哈萨克族房屋四周一般还有用来圈放牲畜的篱笆或土墙。

### 传统节日
中国哈萨克族的主要节日有古尔邦节、肉孜节和纳吾鲁孜节。古尔邦节和肉孜节为伊斯兰教宗教节日，又分别被称为宰牲节和开斋节。诺鲁孜节为波斯历新年，是伊朗人和伊朗周边多个民族的传统节日。日期为每年的春分，在公历3月22日前后。节日当天，哈萨克族会身着鲜艳的民族服装，成群结队地走家串村，互相拜年。每家都做“诺鲁孜粥”（库吉）。节日期间，人们还要开展各种文体活动，如弹唱、对唱、摔跤等。还会举行传统的刁羊、赛马和姑娘追等游戏。

### 传统服饰

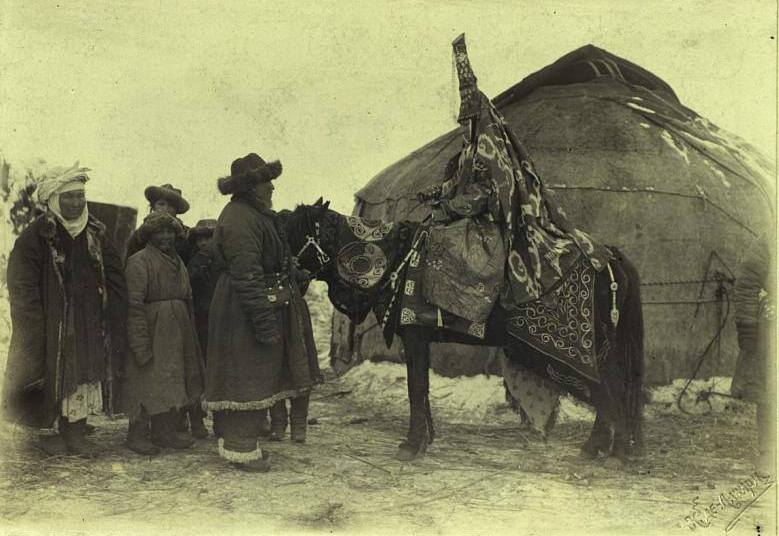
19世纪照片，马上女子头戴的是“沙吾克烈”帽

历史上，哈萨克族主要过着游牧生活，因此其传统服饰具有浓厚的牧区生活特点。作为牧民服饰，哈萨克族传统服装主要用牲畜皮毛为原料制成，而且为了方便骑马，一般制作的都很宽大。男子的传统服饰由里到外一般包括绣花套头衬衫、坎肩、短大衣、袷袢，袷袢常为对襟、无扣、长及膝部。冬天则穿皮大衣或棉大衣，大衣样式为翻领、对襟，有时内絮驼毛，称“库普”。男子腰带多镶有金属花饰，右侧可挂小刀。男子下装多为宽松、结实的皮裤或棉裤。女子穿连衣裙，外套对襟坎肩或制服。女青年的连衣裙色彩鲜艳，袖口绣花，裙摆缀有数道荷叶边，外套绣花坎肩；姑娘多穿绣花套裤。冬天穿对襟皮大衣或棉大衣。女装多用花布、绸缎、丝绒等缝制。
帽子是哈萨克族传统服装的一个重要组成，男子的帽子因地区、部落的不同而有所不同。阿尔泰地区的克烈部落冬季盛行一种“三叶”皮帽，多用羊羔皮和狐狸皮制做，用红色、紫色、黄色缎子做面子，左、右、后三面下垂，顶上饰以鹰羽毛制成的缨。天热时则扎三角布制的头巾。伊犁地区冬季戴一种叫“标尔克”的圆形皮帽，夏季则戴毡帽。乌鲁木齐地区，克烈部落的三叶皮帽较高，奈曼部落的较矮。妇女少女戴水獭皮圆帽，帽顶绣花并缀一簇猫头鹰羽毛；还戴一种用红、绿或黑色绒布制做的圆形硬帽，即塔克亚帽，上用金线、珍珠等组成各种图案。结婚时，新娘要戴高筒尖顶礼帽，称“沙吾克烈”，帽上绣花卉，镶珠宝，缀以珠串等饰物，颇为别致和华贵。沙吾克烈只戴一年，而后换戴花头巾。妇女生育后戴白布盖头，叫“克米谢克”，仅露脸部，中老年妇女的克米谢克通常绣有各种图案，未婚少女禁止戴克米谢克。
哈萨克族无论男女均穿高筒皮靴。男靴有长过膝盖的高筒靴及狩猎穿的软靴两种，女靴穿用时须加套鞋。冬天穿毡子缝成的毡袜，毡袜的袜筒长出靴筒口，袜口上用黑布镶边、绣花。哈萨克人用的手巾很别致，用一条宽一二尺，长三四尺、五六尺或丈余的白布，两头尺多长的边上，绣满花草，尽头结着丝线彩络。哈萨克族妇女喜戴手镯，左右样式各异，不必成对。过去哈萨克族男子还戴戒指，上镶名字，作图章用。

### 婚嫁习俗
哈萨克族家庭为父系家长制，实行一夫一妻制，并实行夫兄弟婚制度和幼子继承制。哈萨克族实行“氏族婚外制”，即限制同一氏族的男女结婚，同部落的结婚必须相隔七代以上，民间有相隔七条河才可结婚的说法。传统的哈萨克族婚俗，包括提亲、订婚、“吉尔提斯”仪式、送彩礼、出嫁、迎亲共六个阶段，在女方家举办四次，男方家举办两次。

### 丧葬习俗
哈萨克族实行的是无棺土葬。死者的遗体被净身后，用白布缠裹，直体仰身安置到事先挖好的墓穴中。入葬时，遗体头北脚南，面朝西方圣地麦加的方向。一般墓穴是在一个直土坑的西壁上挖出的洞穴。遗体安放完成后，用土坯树枝先封住侧洞，再往直坑中填土，最后堆石成丘。死者去世一周年时，要重修坟墓。普通人的坟墓用石块垒起，有一定经济条件的人用土坯砌成圆形或方形墓冢，而有声望的死者则在坟上用砖石砌起高塔。传统上，男性死者生前所骑乘的马，要被剪去马尾、马鬃，或将尾、鬃梳成辫状，这种马哈萨克语称“托力阿特”，任何人都不得骑乘、鞭打。

## 神話傳說
哈薩克族仍保留一些前伊斯蘭信仰如薩滿教的儀式和觀念，如用火辟邪和認為世界有善和邪的精靈。

### 迦薩甘創世
混沌之初，迦薩甘創造了天地，當時的天地都很小，天如圓鏡、地如馬蹄，後來天地慢慢擴大，分成七層。迦薩甘找來了一頭青牛，令它用犄角將大地撐起，不料青牛脾氣倔將，只願用一邊犄角頂住大地，而且時常更換，所以大地常常發生地震。於是迦薩甘找來高山作為釘子，將大地固定在青牛身上。
撐起地以後，迦薩甘又在大地中央種了一棵神樹，這棵神樹高聳入雲，撐起天空。隨後，迦薩甘用泥土捏了兩個小人，將氣吹進去，造了人類始祖的男性阿達姆阿塔和女性阿達姆阿娜。

### 民族起源白天鵝女
據說從前有一個牧羊人，在戈壁灘上因為缺乏水源而瀕臨死亡，後來飛來了一隻白天鵝，嘴裡叼著樹枝沾水將牧羊人救醒了，並且將牧羊人帶到一個湖邊。白天鵝隨後脫掉一身羽毛衣，變成一位美麗的女子，並與牧羊人成婚。他們孕育的後代便是哈薩克人。

### 蒼狼與胡楊樹
狼是哈薩克族的圖騰之一，在哈薩克傳統神話中多次被提及，蒼狼被認為能保護人的靈魂和賜予平安，並且給予力量。狼是常在草原出沒的群體動物，其兇猛又團結的形象被哈薩克人作為民族崇拜的來源。
胡楊樹是哈薩克族的神樹，據說天地創始之初，便是這棵神樹撐起天空，這樣的神樹也是生命之樹，據說，每片葉子都是一個人的靈魂，葉子會生長，也會掉落，就如同人世間的生命來來去去一般。

## 基因
基因组研究发现，哈萨克人主要起源于东亚人，并含有两种与东亚人有关的成分，一种与东北亚阿穆尔河(黑龙江)流域原住民有关的主要成分，另一种与历史上黄河流域农民有关的次要成分（与汉族有关）。

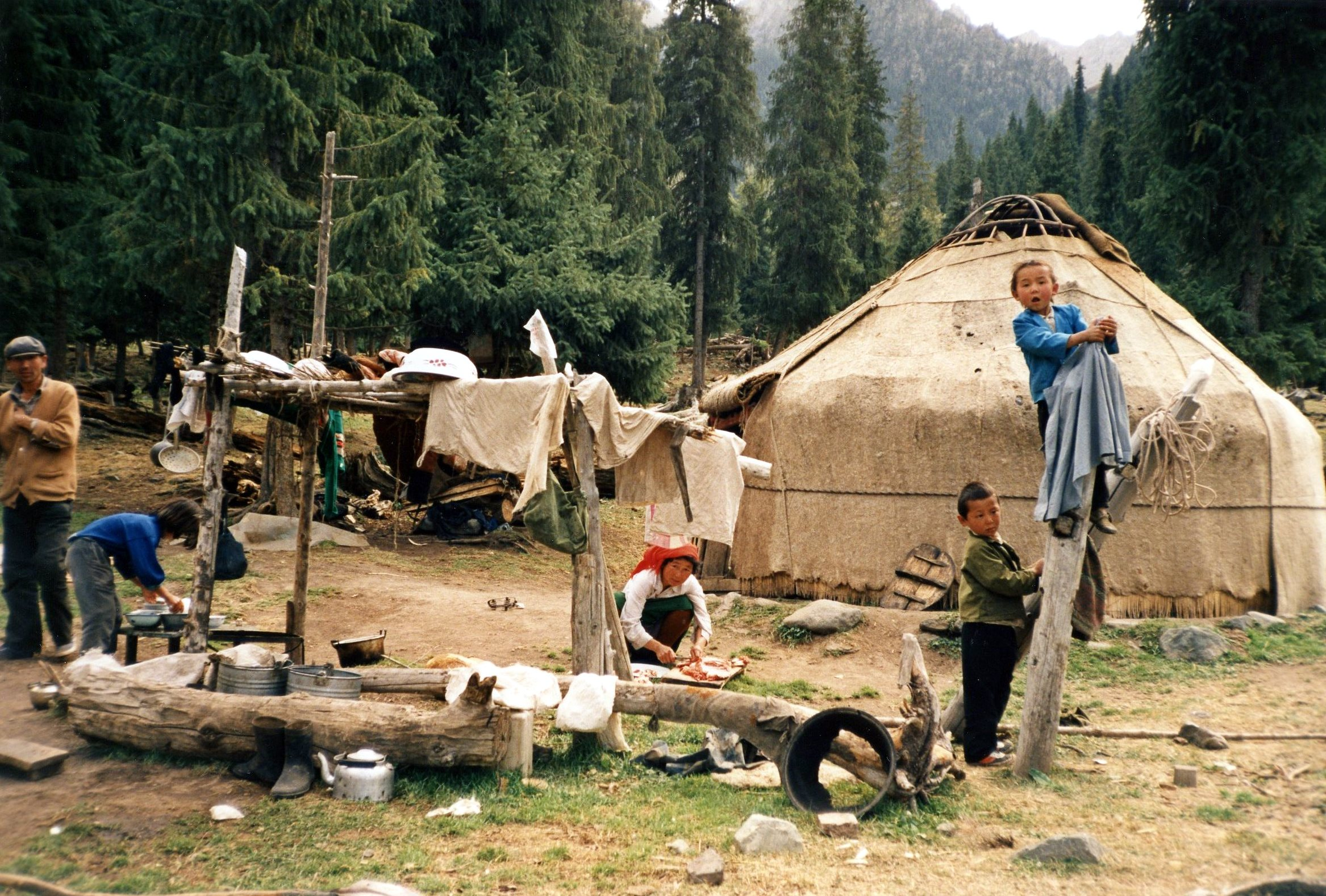
新疆的一个哈萨克家庭

### 母系血統
一項抽驗了246個哈薩克族線粒體DNA樣本的研究報告顯示，哈薩克族的主要母系血統分別為單倍群D(17.9%)、單倍群C(16%)、單倍群G(16%)、單倍群A (3.25%)、單倍群F(2.44%)的東歐亞單倍群，以及單倍群H(14.1%)、單倍群T(5.5%)、單倍群J(3.6%)、單倍群K(2.6%)、單倍群U(3%)，其餘12.2%則是不同的西歐亞單倍群。而這些東歐亞的單倍群在匈奴堀起前並沒有出現在今哈薩克草原的族群上。
另一項研究（Gokcumen et al. 2008) 檢驗了237名生活在阿爾泰共和國的哈薩克族的粒線體DNA，發現他們的母系血統異常龐雜，源於東歐亞的單倍群分別有：單倍群D(xD5) (15.6%)、單倍群C(10.5%)、單倍群F1(6.8%)、單倍群B4(5.1%)、單倍群G2a(4.6%)、單倍群A(4.2%)、單倍群B5(4.2%)、單倍群M(xC、Z、M8a、D、G、M7、M9a、M13)(3.0%)、單倍群D5(2.1%)、G2(xG2a)(2.1%)、單倍群G4(1.7%)、單倍群N9a(1.7%)、單倍群G(xG2, G4)(0.8%)、單倍群M7(0.8%)、單倍群M13(0.8%)、單倍群Y1(0.8%)、單倍群Z(0.4%)、單倍群M8a(0.4%)、單倍群M9a(0.4%)，以及單倍群F2(0.4%)，共66.7%；源於西歐亞的單倍群分別有單倍群H(10.5%)、單倍群U(xU1, U3, U4, U5)(3.4%)、單倍群J(3.0%)、單倍群N1a(3.0%)、單倍群R(xB4、B5、F1、F2、T、J、U、HV)(3.0%)、單倍群I(2.1%)、單倍群U5(2.1%)、單倍群T(1.7%)、單倍群U4(1.3%)、單倍群U1(0.8%)、單倍群K(0.8%)、單倍群N1b(0.4%)、單倍群W(0.4%)、單倍群U3(0.4%)，以及單倍群HV(0.4%)，共33.3%。在比較過哈薩克斯坦、阿爾泰共和國以及新疆維吾爾自治區的哈薩克族基因樣本後，研究團隊注意到單倍群A、B、C、D、F1、G2a、H和M都有出現在不同地區的哈薩克族樣本中，並推斷為哈薩克族的共同母系基因池。

### 父系血統
而在父系血統方面，2017年一項共有1294名哈薩克族男性受測的大型研究顯示，受測的哈薩克族男性的Y染色體單倍群分別有：
| 單倍群  | % | 註解                                              |
| ------- | --- | ------------------------------------------------- |
| C2-M217 | 50.85%，包括4.88%C-M401、17.39%C-M86、6.18%C-M407及2.40%C-M217(xM401、M48、M407)                                | C-M407主要在弘吉剌的成員身上找到(64/95 = 67.37%)  |
| R-M207  | 12.13%，包括6.03%R1a-M198、3.17%R1b-M478、1.62%R1b-M269、1.00%R2-M124，以及0.31%R-M207(xM198、M478、M269、M124) | R1b-M478主要在欽察的成員身上找到(12/29 = 41.38%)  |
| O-M175  | 10.82%，包括9.43%O-M134、0.70%O-M122(xM134)，以及0.70%O-M175(xM122)                                             | O-M134主要在乃蠻部成員身上找到(102/155 = 65.81%), |
| J-M304  | 8.19%，包括4.10%J2a-M410、3.86%J1-M267，以及0.23%J-M304(xJ1、J2a)                                               | J1-M267主要在Ysty部成員身上找到(36/57 = 63.16%)   |
| N-M231  | 5.33%，包括3.79%N-M46、1.24%N-P43，以及0.31%N-M231(xP43、M46)                                                   | N-M46主要在Syrgeli部成員身上找到(21/32 = 65.63%)  |
| G-M201  | 4.95%，包括3.40%G1-M285、1.39%G2-P287、以及0.15%G-M201(xM285、P287)                                             | G1-M285主要在阿兒渾部成員身上找到(26/50 = 52.00%) |
| Q-M242  | 3.17% | Q-M242主要在康里部成員身上找到(27/40 = 67.50%)    |
| E-M35   | 1.78% |                                                   |
| I-M170  | 1.55%，包括0.85%I2a-L460、0.39%I1-M253，以及0.31%I2b-L415                                                       |                                                   |
| D-M174  | 0.46% |                                                   |
| L-M20   | 0.31% |                                                   |
| H       | 0.23% |                                                   |
| T       | 0.15% |                                                   |
| K*      | 0.08% |                                                   |
| 來源    | |                                                   |

## 人口
| 1897  | 1917  | 1926  | 1939  | 1959  | 1979  | 1989  | 1999  | 2009  | 2018  |
| ----- | ----- | ----- | ----- | ----- | ----- | ----- | ----- | ----- | ----- |
| 81.7% | 58.0% | 58.5% | 37.8% | 29.8% | 36.2% | 37.8% | 53.5% | 63.1% | 67.5% |

歷史紀錄中的人口
| 年份 | 人口       |
| ---- | ---------- |
| 1897 | 3,392,700  |
| 1917 | 3,615,000  |
| 1926 | 3,627,612  |
| 1939 | 2,327,625  |
| 1959 | 2,794,966  |
| 1979 | 5,289,349  |
| 1989 | 6,227,549  |
| 1999 | 8,011,452  |
| 2009 | 10,096,763 |
| 2018 | 12,212,645 |

在1897到1959年被俄羅斯帝國殖民期間和蘇聯時期的大饑荒曾造成哈薩克族的人口數目大幅銳減。

## 名人
古代
- 哈斯木：哈薩克汗國可汗
- 奈曼和克列汗：哈萨克汗国两位是创建者，哈萨克汗国首位可汗。
- 賈尼別克：哈薩克汗國的奠基者，和克列汗同為哈薩克汗國首位可汗。
- 阿布賚：最後一位統一哈薩克汗國的哈薩克汗國可汗

軍政界
- 包尔江·玛穆什：二战苏联哈萨克族指挥官
- 努爾蘇丹·納扎爾巴耶夫：哈薩克斯坦開國總統

體育界
- 莎賓娜·艾媞博柯娃：哈萨克斯坦排球运动员
- 金峰山晴樹：第一位哈薩克族大相撲關取力士

學界與文化界
- 阿拜·库南巴耶夫：著名哈萨克族哲学家，思想家，哈萨克诗圣。
- 乔罕·瓦里汉诺夫：人类学家，历史学家。

演藝界
- 迪玛希·库达依别列根：哈萨克斯坦国宝级歌手

## 画廊

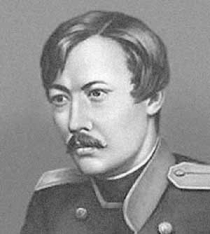
哈萨克斯坦科学家和教育家 乔罕·瓦里汉诺夫
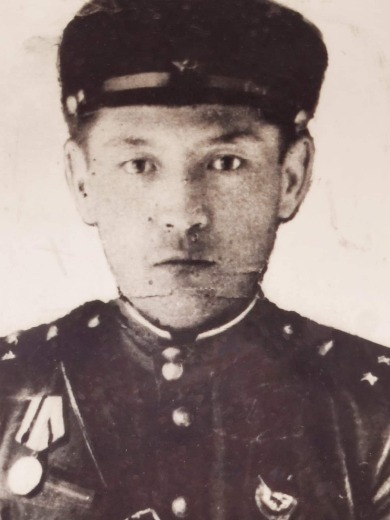
唯一的哈萨克斯坦人——二战坦克旅指挥官 加利·阿迪尔别科夫
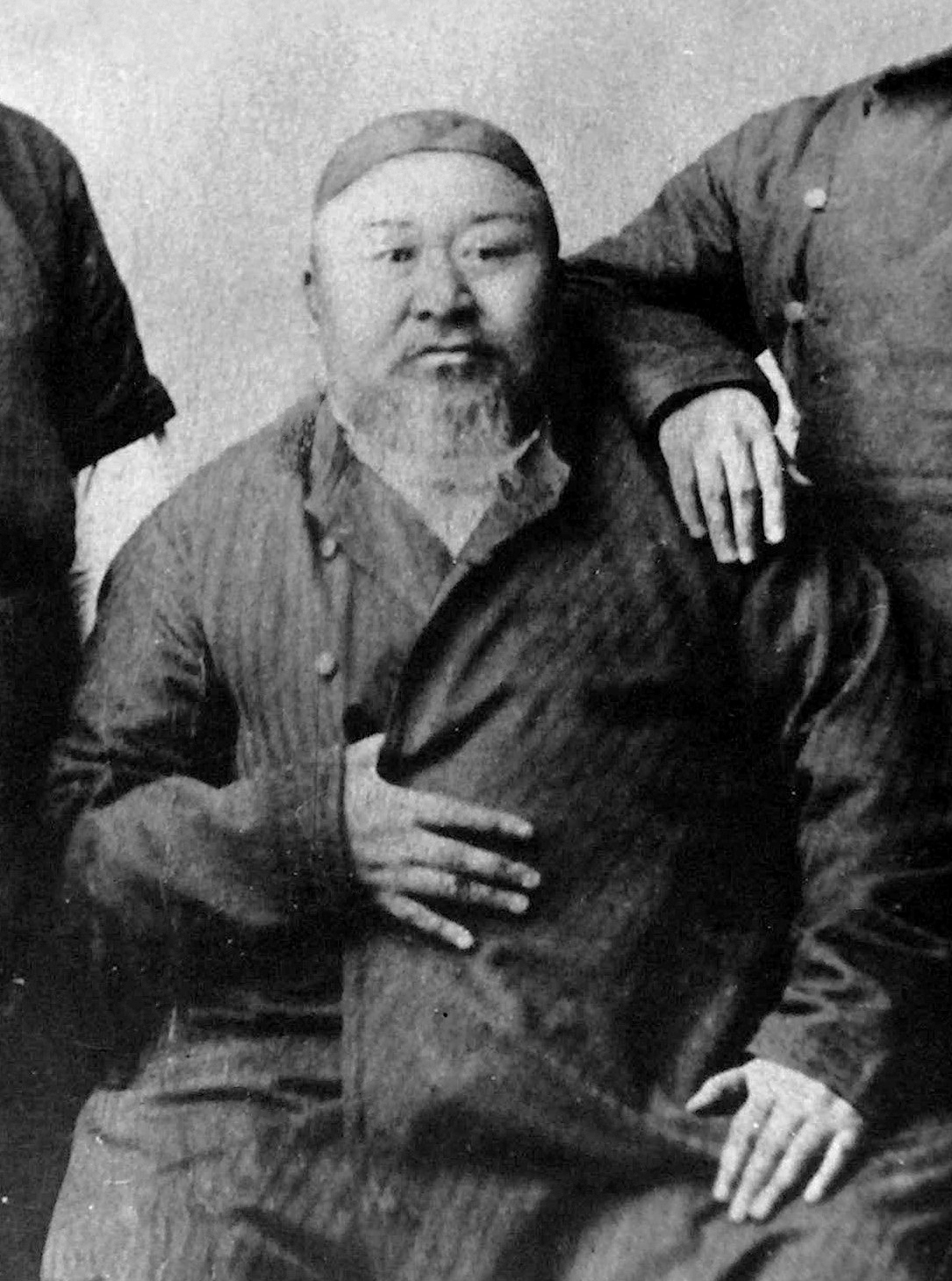
阿拜·庫南巴耶夫
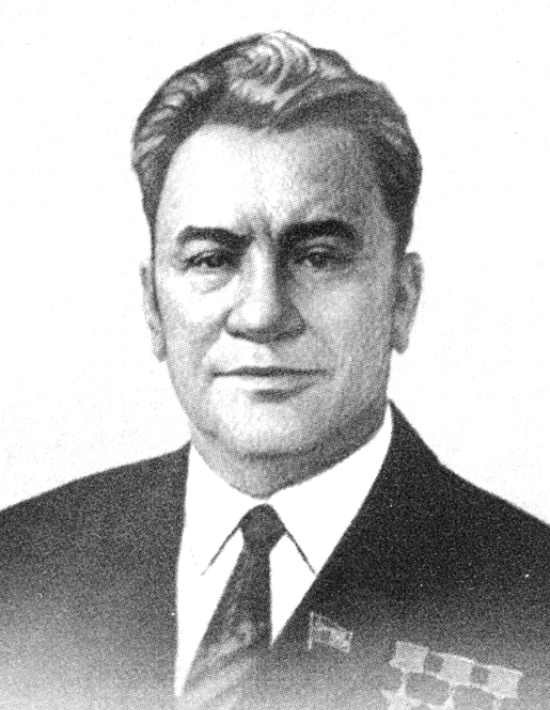
丁·穆罕默德·库纳耶夫
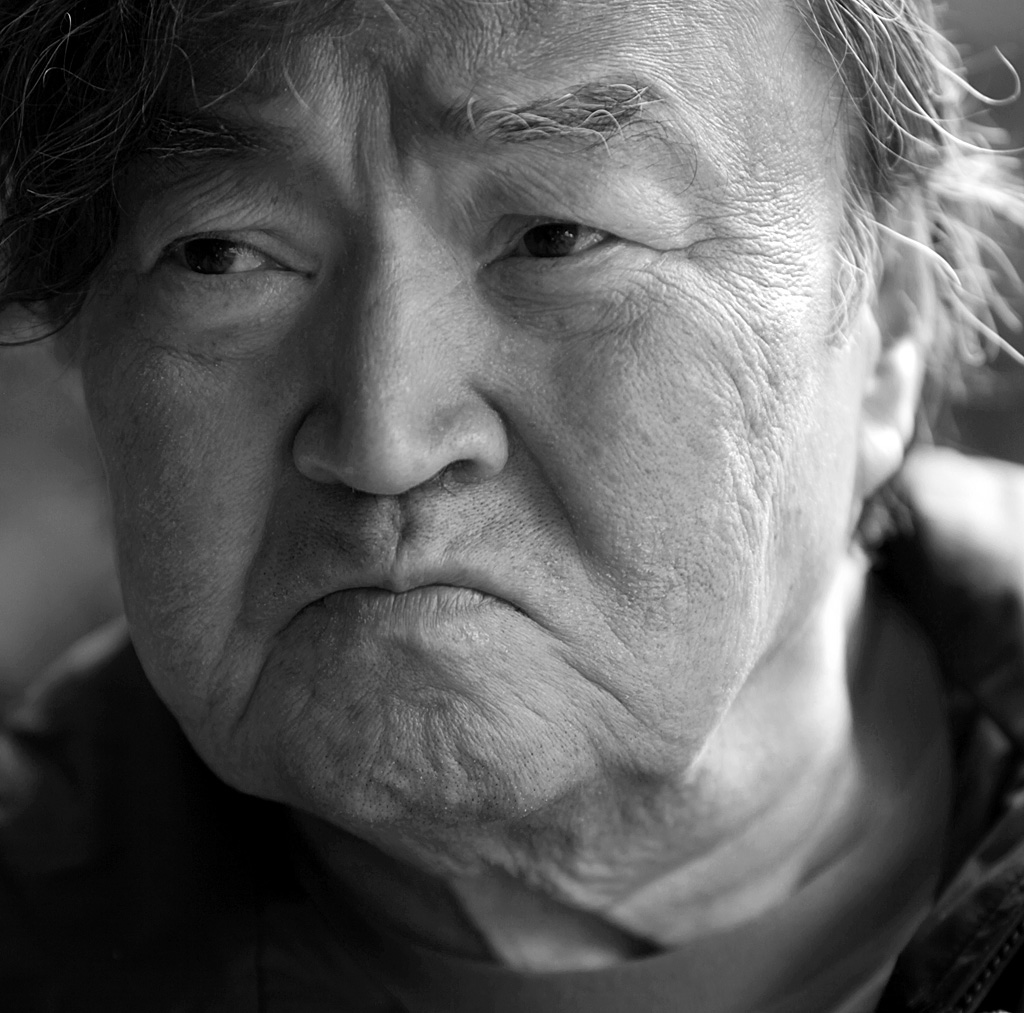
索莱马诺夫·奥尔扎斯·奥马尔·尤利
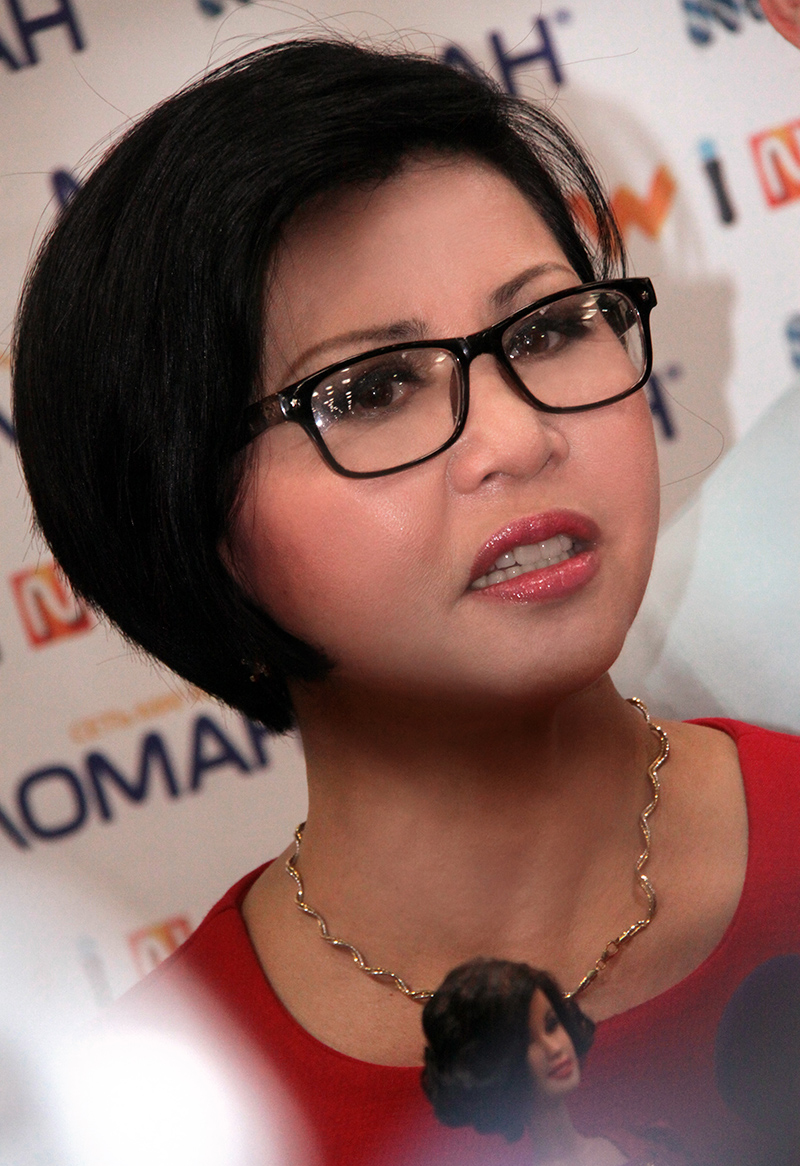
哈萨克流行歌手 Roza Rymbayeva
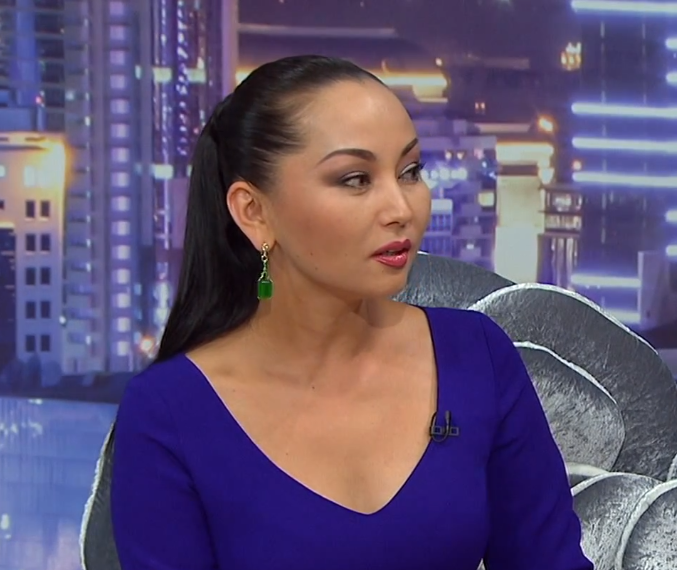
哈萨克斯坦制片人
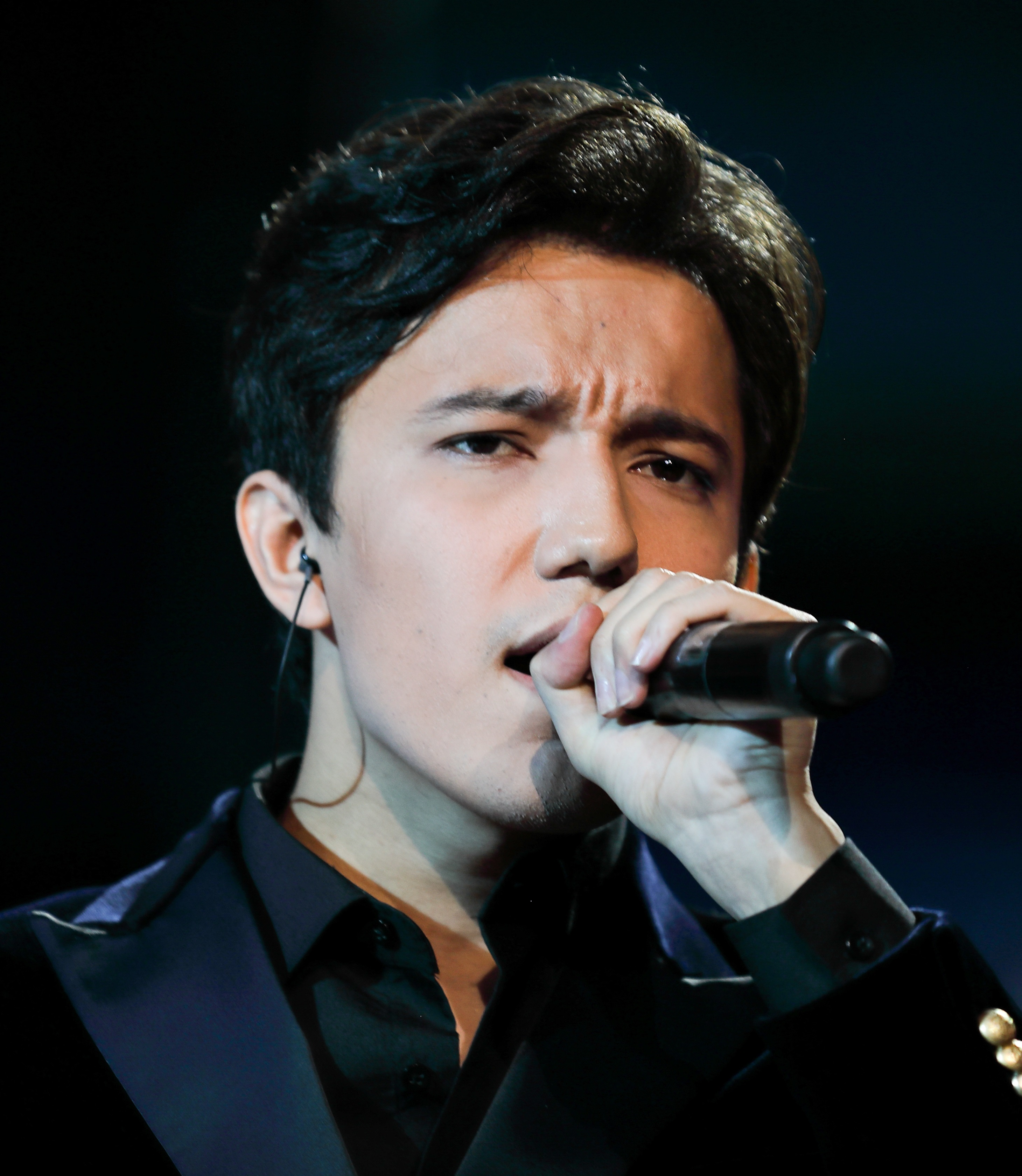
哈萨克斯坦歌手库代贝尔根·迪玛希
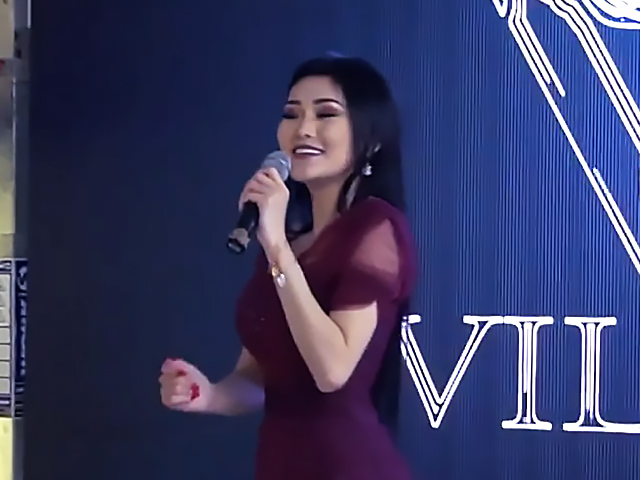
身着民族服装的哈萨克族姑娘
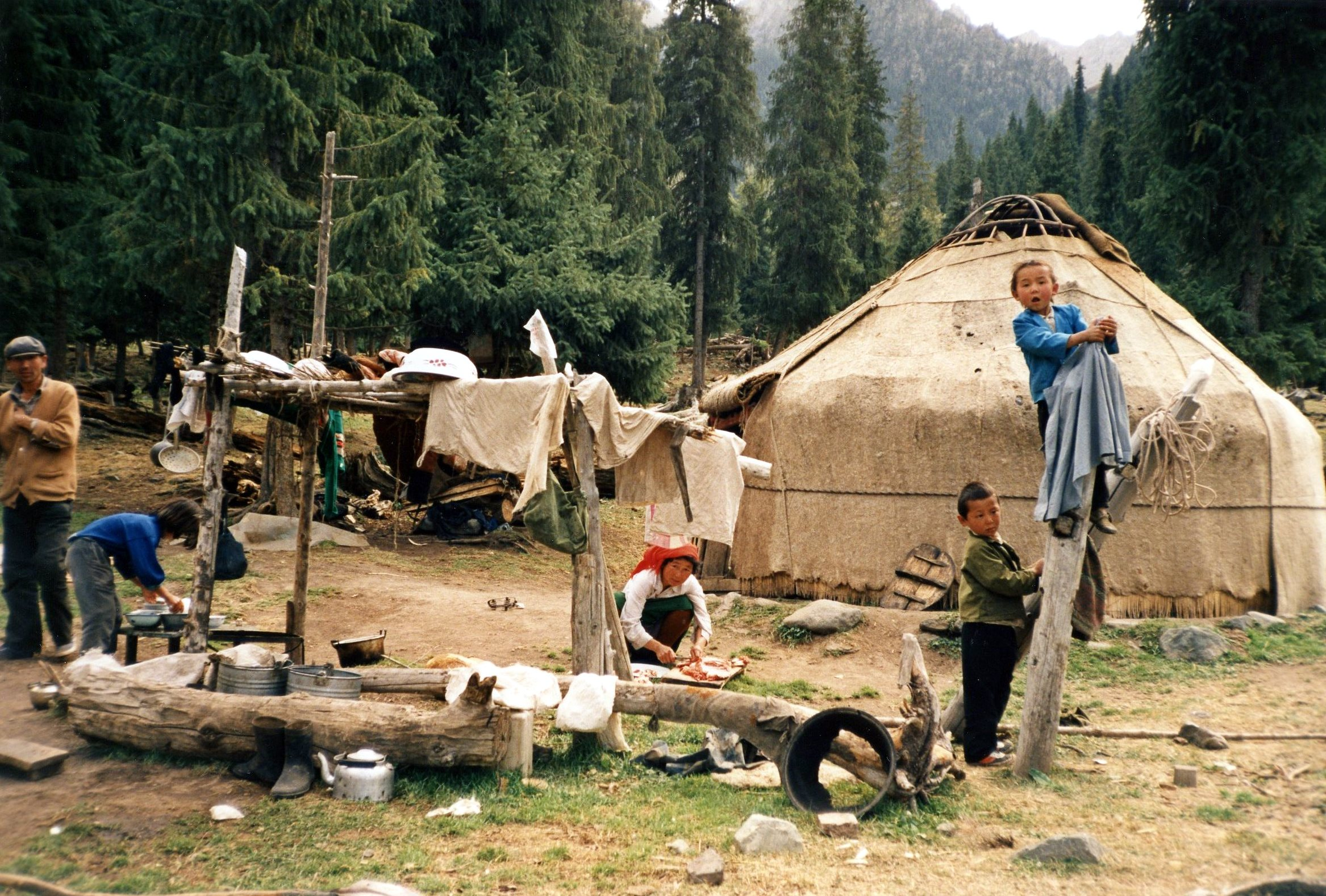
旅华哈萨克人代表
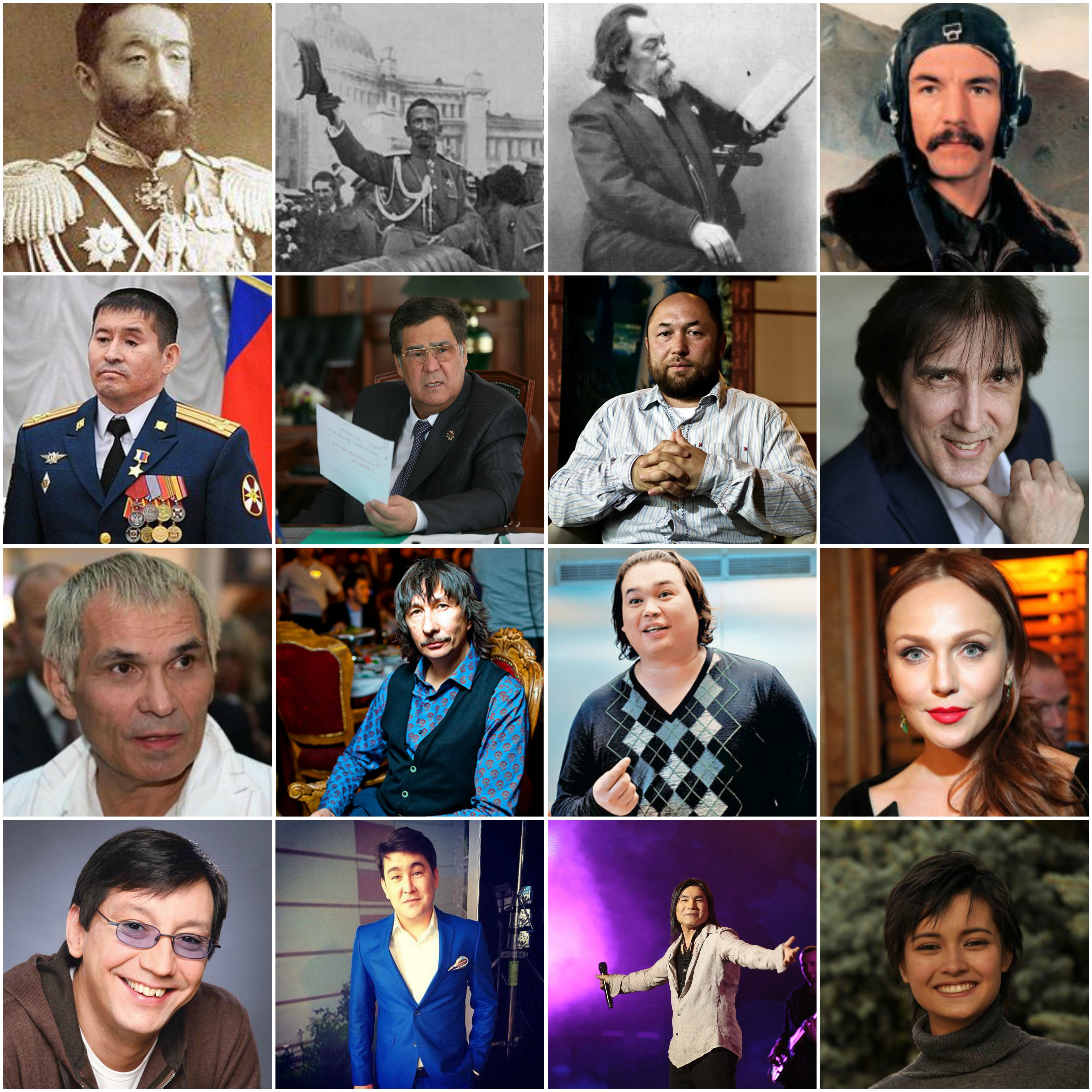
哈萨克裔俄羅斯人。
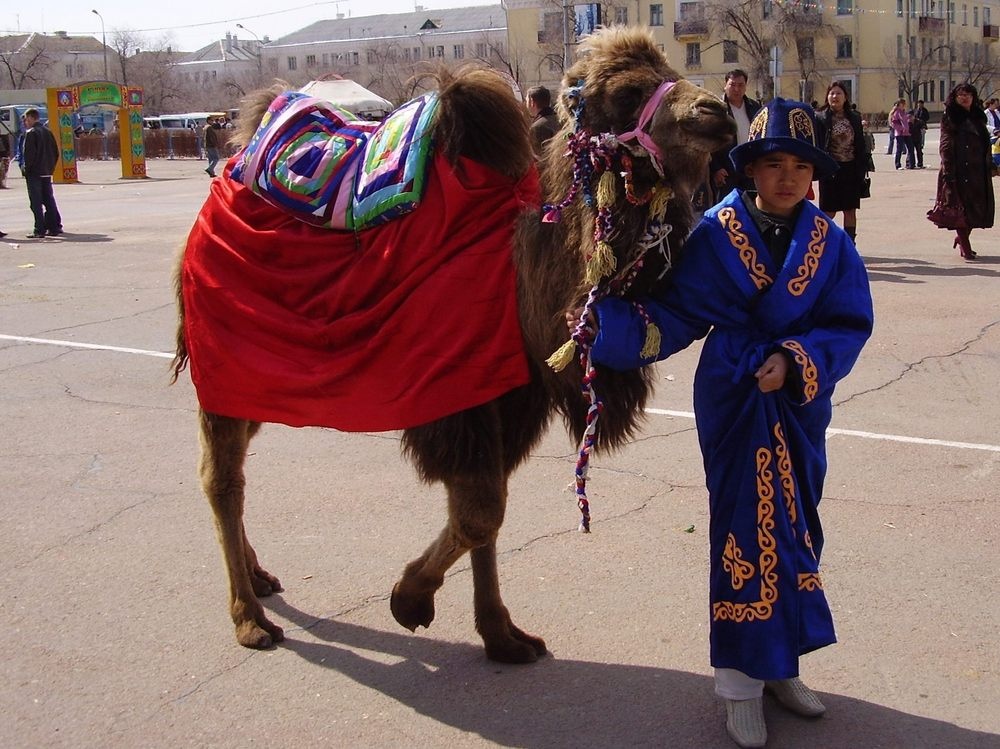
身着民族服装的哈萨克男孩在拜科努尔庆祝诺鲁孜节
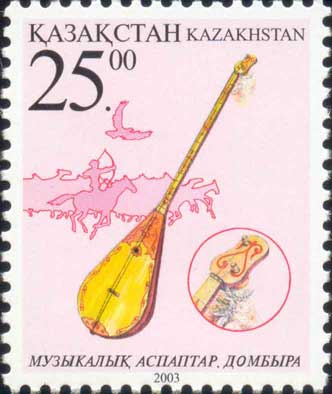
哈萨克斯坦共和国邮票上的冬布拉

### 引用
1. ↑  .   [2021-05-27]. （原始内容存档于2017-11-08）.
2. ↑  Census 2000 counts 3.25 mln Kazakhs The Kazak Ethnic Group （页面存档备份，存于）, later the Kazakh population had higher birth rate, but some assimilation processes were present too. Estimations made after the 2000 Cesus are claiming Kazakh population share growth (was 0,104% in 2000), but even if this share value was preserved at 0.104% level it would be no less than 3.4 mln in 2008
3. ↑  Kazakh population share was constant at 4.1% in 1959-1989, CIA estimates （页面存档备份，存于） this share declined to 3% in 1996. Official Uzbekistan estimation (E. Yu. Sadovskaya "Migration in Kazakhstan in the beginning of XXI century: main tendentions and perspectives" （页面存档备份，存于） ISBN 978-9965-593-01-7) in 1999 was 940,600 Kazakhs or 3.8% of total population. If Kazakh population share was stable at about 4.1% (not taking into account the massive repatriation of ethnic Kazakhs (Oralman) to Kazakhstan) and the Uzbekistan population in the middle of 2008 Archive-It的存檔，存档日期2009-11-13 was 27.3 mln, the Kazakh population would be 4.1 mln. Using the CIA estimate of the share of Kazakhs (3%), the total Kazakh population in Uzbekistan would be 0.8 mln
4. ↑  .   [2012-10-18]. （原始内容存档于2016-01-05）.
5. ↑  Mongolia National Census 2010 Provision Results. National Statistical Office of Mongolia （页面存档备份，存于） (in Mongolian.)
6. ↑  In 1995 Kazakh poulation was 86,987  （页面存档备份，存于） or 1.94% population total. Later was a massive pepartriation of ethnic Kazakh population (oralman) to Kazakhstan: 22,000 before 2001 and 38,000-40,000 in 2001—2007. Press reports are claiming  （页面存档备份，存于）, （页面存档备份，存于）, （页面存档备份，存于） the most part of Kazakhs had left Turkmenistan
7. ↑  In 2009 National Statistical Committee of Kyrgyzstan. National Census 2009  （页面存档备份，存于）
8. ↑  . inform.kz.   [2012-10-18]. （原始内容存档于2016-03-08）.
9. ↑  Ukrainian population census 2001 （页面存档备份，存于）: Distribution of population by nationality. Retrieved on 23 April 2009 []
10. ↑  . iran.ru.   [2012-10-18]. （原始内容存档于2016-03-04）.
11. ↑  population census 2009 （页面存档备份，存于）: National composition of the population.
12. ↑  http://www.botschaft-kaz.de/ru/index.php?option=com_content&view=article&id=24&Itemid=35 （页面存档备份，存于） Kazakh diaspora in German
13. ↑  Farchy, Jack. . Financial Times. 9 May 2016  [18 December 2019]. （原始内容存档于2021-03-10）.
14. ↑  . China Daily.   [18 December 2019]. （原始内容存档于2021-05-27）.
15. ↑  .   [2023-10-23]. （原始内容存档于2023-03-09）.
16. ↑  Togan, Z. V. . Central Asian Survey. 1992, 11 (3)  [2021-05-27]. doi:10.1080/02634939208400781. （原始内容存档于2016-04-23）.
17. ↑  Zhabagin, Maxat; Sabitov, Zhaxylyk; Tarlykov, Pavel; Tazhigulova, Inkar; Junissova, Zukhra; Yerezhepov, Dauren; Akilzhanov, Rakhmetolla; Zholdybayeva, Elena; Wei, Lan-Hai; Akilzhanova, Ainur; Balanovsky, Oleg. . BMC Genetics. 2020-10-22, 21 (1): 87. ISSN 1471-2156. PMC 7583311 . PMID 33092538. doi:10.1186/s12863-020-00897-5.
18. ↑  Barthold, V. V. . vol. 3. 由V. & T. Minorsky翻译. Leiden: Brill Publishers. 1962: 129.
19. ↑  Olcott, Martha Brill. . Hoover Press. 1995: 4  [7 April 2009]. ISBN 978-0-8179-9351-1. （原始内容存档于2021-05-27）.
20. ↑   [Uyuk-Turan].   [2021-05-27]. （原始内容存档于2006-02-05） （俄语）.
21. ↑  Yudin, Veniamin P.  [Central Asia in the eyes of 14th–18th century Orientalists]. Almaty: Dajk-Press. 2001. ISBN 978-9965-441-39-4.
22. ↑  劉學銚. . 風格司藝術創作坊. 2013-09-13. ISBN 9789866330445.
23. ↑  . 中国网.   [2017-11-30]. （原始内容存档于2018-01-03）.
24. ↑  杨思远主编. . 北京：中国经济出版社. 2016.03: 192. ISBN 978-7-5136-4054-1.
25. 1 2 3  . 中国人民大学清史研究所. 2016-11-14  [2017-05-02]. （原始内容存档于2018-01-03）.
26. ↑  郭兰瑛，张应平，董平著. . 北京：知识产权出版社. 2014.11: 109. ISBN 978-7-5130-3131-8.
27. 1 2 3 4 5 6  伊犁绿河谷. . 新疆维吾尔自治区新源县政府网站. 2017-06-14  [2017-10-27]. （原始内容存档于2017-10-27）.
28. ↑  国家民委《民族问题五种丛书》编委会编. . 北京：中央民族大学出版社. 2005.12: 578. ISBN 7-81108-045-1.
29. ↑  《昌吉回族自治州概况》编写组编. . 《昌吉回族自治州概况》编写组. 1984.08: 66.
30. ↑  . 新疆语言文字.   [2017年3月31日]. （原始内容存档于2017年4月1日）.
31. ↑  . 东方网.   [2018-01-02]. （原始内容存档于2018-01-03）.
32. ↑  . 中华人民共和国教育部.   [2017-03-31]. （原始内容存档于2017-04-01）.
33. ↑  . 新疆维吾尔自治区五届人大常委会十七次会议. 1982年9月13日.
34. 1 2  . 阿勒泰新闻网.   [2017-10-26]. （原始内容存档于2017-10-26）.
35. ↑  新疆维吾尔自治区文化厅编. . 乌鲁木齐：新疆电子音像出版社；乌鲁木齐：新疆美术摄影出版社. 2015.10: 54–55. ISBN 978-7-5469-6400-3.
36. ↑  . 中国网-民族工作大全.   [2017-07-29]. （原始内容存档于2016-03-01）.
37. ↑  《亲历者》编辑部编著. . 北京：中国铁道出版社. 2015.06: 196. ISBN 978-7-113-19740-7.
38. 1 2  王晓莉. . 五洲传播. 2007-08: 59  [2017-10-25]. ISBN 9787508511672. （原始内容存档于2017-10-25）.
39. ↑  . 中国民族统计年鉴.   [2017-11-30]. （原始内容存档于2013-05-15）.
40. 1 2 3  . 人民网. 人民日报海外版.   [2017-11-11]. （原始内容存档于2017-11-11）.
41. ↑  . 哈萨克国际通讯社.   [2017-11-15]. （原始内容存档于2017-11-15）.
42. ↑  罗彬. . 人民网. 今传媒. 2015-05-07  [2017-10-27]. （原始内容存档于2017-10-27）.
43. 1 2  . 中国网.   [2017-11-17]. （原始内容存档于2017-11-17）.
44. 1 2   陳慶浩．王秋桂主編. . 台北市: 遠流出版社. 1989-06-15.
45. ↑   陳佩玫. . 台北市: 國立政治大學中國文學研究所碩士論文. 2005.
46. ↑  Kidd et al. 2009, Am J Hum Genet. Dec 11, 2009; 85(6): 934–937. doi: 10.1016/j.ajhg.2009.10.024
47. ↑  Kairov, Ulykbek; Molkenov, Askhat; Rakhimova, Saule; Kozhamkulov, Ulan; Sharip, Aigul; Karabayev, Daniyar; Daniyarov, Asset; H.Lee, Joseph; D.Terwilliger, Joseph. . BMC Research Notes. 2021-02-04, 14 (1): 45  [2022-04-19]. ISSN 1756-0500. PMC 7863413 . PMID 33541395. doi:10.1186/s13104-021-05464-4. （原始内容存档于2023-04-09）.
48. ↑  .   [2021-05-27]. （原始内容存档于2020-06-21）.
49. ↑  .   [18 March 2015]. （原始内容存档于2015-04-02）.
50. 1 2  Omer Gokcumen, Matthew C. Dulik, Athma A. Pai, Sergey I. Zhadanov, Samara Rubinstein, Ludmila P. Osipova, Oleg V. Andreenkov, Ludmila E. Tabikhanova, Marina A. Gubina, Damian Labuda, and Theodore G. Schurr, "Genetic Variation in the Enigmatic Altaian Kazakhs of South-Central Russia: Insights into Turkic Population History." American Journal of Physical Anthropology 136:278–293 (2008). DOI 10.1002/ajpa.20802
51. ↑  E. E. Ashirbekov, D. M. Botbaev, A. M. Belkozhaev, A. O. Abayldaev, A. S. Neupokoeva, J. E. Mukhataev, B. Alzhanuly, D. A. Sharafutdinova, D. D. Mukushkina, M. B. Rakhymgozhin, A. K. Khanseitova, S. A. Limborska, N. A. Aytkhozhina, "Distribution of Y-Chromosome Haplogroups of the Kazakh from the South Kazakhstan, Zhambyl, and Almaty Regions." Reports of the National Academy of Sciences of the Republic of Kazakhstan, ISSN 2224-5227, Volume 6, Number 316 (2017), 85 – 95.
52. ↑  Sarah Cameron. . Cornell University Press.

## 参閲
- 哈萨克语
- 哈萨克斯坦
- 中國哈薩克族
  - 伊犁哈萨克自治州
- 哈薩克裔俄羅斯人
- 哈薩克國家博物館(National Museum of the Republic of Kazakhstan)

## 外部連結
- 哈萨克综合网站
- 哈萨克贴吧（页面存档备份，存于）